# Томас Ебрілл
Томас Ебрілл (англ. Thomas Ebrill) — британський купець, який з 1826 по 1842 рік працював на суднах «Мінерва», «Стар» і «Амфітріта» в Тихому океані. Відомий як відкривач групи островів Актеон.

## Життєпис
Даних про ранні роки Ебрілла немає. 1820 року він жив на Таїті разом зі своїм зятем Семюелем Піндером Генрі. Удвох вони володіли цукровою плантацією. У ході числених торговельних та транспортних подорожей Ебрілл відвідав Полінезію, а Сідней в Австралії та Вальпараїсо в Чилі. У 1832—1839 роках Томас Ебрілл керував перлинною фермою на островах Гамб'є, а 1833 року, будучи капітаном судна «Амфітріта», він відкрив групу островів Актеон. 1839 року він прийшов на допомогу французькому капітану Сірілу П'єру Теодору Лапласу, який застряг на рифі Таїті. 1 листопада 1842 року на острові Пен, Нова Каледонія, Ебрілл та його команда стали жертвою нападу меланезійців, які пограбували та спалили його корабель.
На честь Ебрілла названо риф на відстані 130 км на схід від островів Гамб'є.